# Asdingen

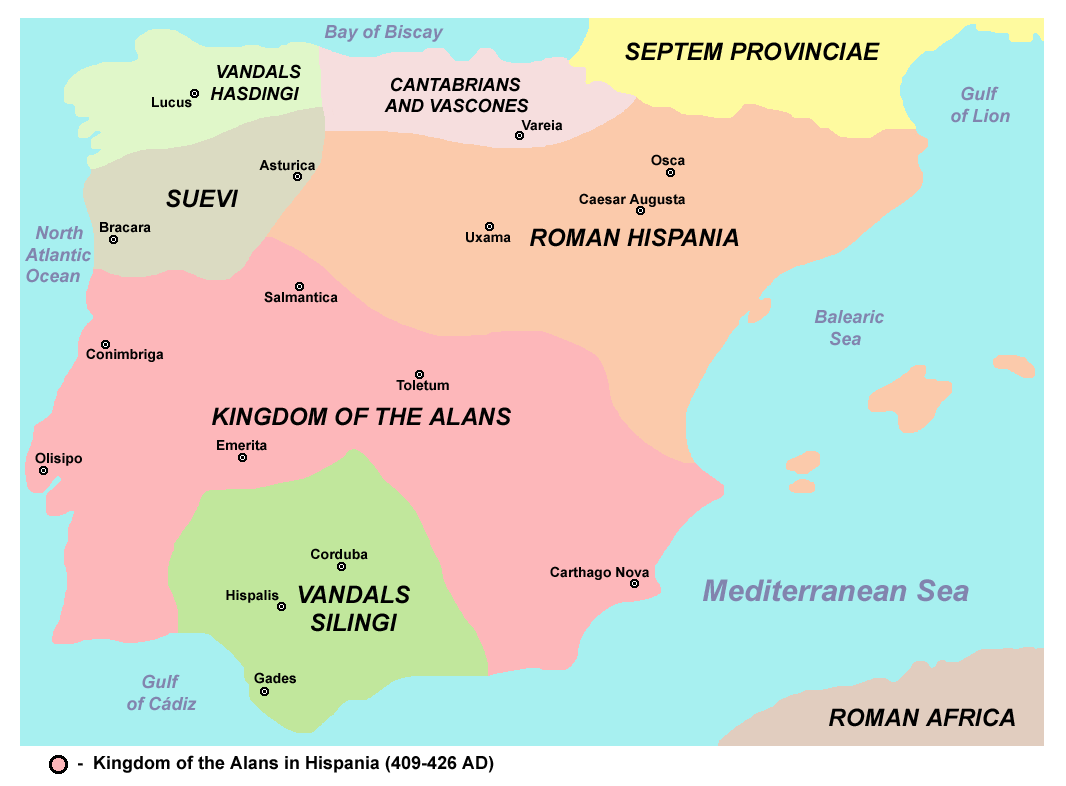
411: Aufteilung der Iberischen Halbinsel zwischen Alanen, Sueben, Asdingen (Nordwesten) und Silingen (Süden), der Nordosten blieb zunächst römisch

Die Asdingen (auch Hasdingen und Haddingjar) waren ein Teilstamm der Vandalen, der im 2. Jahrhundert n. Chr. am Nordrand des Karpatenbeckens im Gebiet des heutigen Rumäniens und Ungarns zeitgleich mit der Expansion der Przeworsk-Kultur in diese Region nachweisbar ist und dann später während der Völkerwanderungszeit wieder in den Quellen erwähnt wird.
Während der Markomannenkriege unter Mark Aurel waren die Asdingen unter den Königen Raptus und Raus im nördlichen Dakien in Kämpfe mit dem Römischen Reich verwickelt. Der römische Militärstatthalter Sextus Cornelius Clemens verweigerte ihnen die Ansiedlung auf römisch kontrolliertem Gebiet, unterstützte sie aber indirekt dabei, das Land der Kostoboken zu erobern. Letztlich schloss Mark Aurel mit ihnen einen Vertrag, der ihnen Land und Geld zusicherte. Zur Zeit der Reichskrise des 3. Jahrhunderts werden die Asdingen dann als eines der Hilfsvölker des Königs Ostrogotha (wobei wohl mindestens zwei Personen dieses Namens zu unterscheiden sind) erwähnt.
Ende des 3. Jahrhunderts vereinigten sie sich mit dem zweiten vandalischen Teilstamm, den Silingen, und fielen um 401 erneut ins Römische Reich ein. Im Jahr 406 nahmen sie am germanischen Vorstoß nach Gallien teil (Rheinübergang von 406) und fielen drei Jahre später (409) in Spanien ein.
Unter Führung des asdingischen Königs Geiserich setzte im Jahr 429 ein Verband aus asdingischen und silingischen Vandalen gemeinsam mit Alanen nach Nordafrika über und etablierte dort ein bis zum Jahr 533 bestehendes Reich.